# Toby E. Rodes

Toby E. Rodes

Toby E. Rodes (* 25. Oktober 1919 in Frankfurt am Main als Toby Edward Rosenthal; † 20. April 2013 in Basel) war ein deutscher Kommunikationsexperte und Autor. Er betätigte sich auch als Unternehmensberater und war Gründer einer international tätigen Public-Relations- und Marketing-Agentur.

## Leben
Toby Rodes’ Vater, Charles A. Rosenthal, Banker und Geschäftsmann, war im Vorstand der Philipp Holzmann AG. Er war Amerikaner der 3. Generation mit deutschen und ungarischen Wurzeln und hatte in München Jura studiert. Sein Großvater war der amerikanische Maler Toby Edward Rosenthal.
Die Mutter, geborene Veit, stammte aus einer Verbindung alten englischen Adels mit einer deutsch-jüdischen Familie und war vor der Ehe eine gefeierte Schauspielerin. Im Jahr 1934 hielt im Frankfurter Lessing-Gymnasium ein Biologie-Lehrer vor Tobys Klasse einen antisemitischen Vortrag. Der Junge schlug Krach und verließ für immer die Schule. Er ging in die französischsprachige Schweiz an den Genfersee, wo er ein englisches Abitur machte, dann 1936 nach London, an die London School of Economics, 1937 schließlich in die USA, nach New York.
Er war 40 Jahren mit W.E. Rodes-Bauer verheiratet.

## Wirken
Rodes kam im Krieg wieder nach Europa und arbeitete zunächst unter General C. Powell im Führungsstab der Abteilung „Psychologische Kriegsführung“ der 12. US-Armeegruppe, dann im Führungsstab der „Informations-Kontrolle“ unter Lucius D. Clay, wo man sich mit dem Wiederaufbau der deutschen Medien befasste. Von 1950 bis 1955 agierte er als Diplomat und Informationschef des Marshallplans in der Bundesrepublik Deutschland und machte und u. a. PR für den Schuman-Plan, den ursprünglichen Vorläufer der EU, produzierte Filme und leitete Ausstellungen.
Von 1955 bis 1966 war Toby E. Rodes als Mitglied der Geschäftsleitung von Knoll International für deren Aktivitäten außerhalb Nord- und Zentral-Amerikas verantwortlich, insbesondere leitete er die Tochterfirmen in Deutschland, Italien, der Schweiz und Liechtenstein. Seither besuchte er regelmäßig die wichtigen Einrichtungsmessen als Berichterstatter für Design-Zeitschriften und trat als Design-Wettbewerb-Juror auf.
Zugleich war er von 1953 bis 1975 Mitglied des Aufsichtsrates der amerikanischen Public-Relations-Agentur Julius Klein. Im Jahr 1966 gründete er die Toby E. Rodes Consultants Agentur in Basel.

## Ehrungen
Als Mitbegründer der Internationalen Filmfestspiele Berlin im Jahre 1951 und späterer offizieller Vertreter der Vereinigten Staaten, wurde Toby E. Rodes als Ehrengast an der 60. Berlinale begrüßt.
Am 1. Dezember 2005 erhielt er vom Land Hessen die Wilhelm-Leuschner-Medaille. Damit würdigte das Land Hessen Rodes Verdienste um die Demokratisierung und den Wiederaufbau Deutschlands nach dem Zweiten Weltkrieg. Weitere Auszeichnungen, die ihm verliehen wurden, waren die Medaille de la Reconnaissance Française, der US-Bronze Star und das Croix de guerre avec étoile d’argent, Luxemburg.

## Schriften
- Einmal Amerika und zurück. Erinnerungen eines amerikanischen Europäers. Verlag Huber Frauenfeld, ISBN 978-3-7193-1533-7
- 11 Thesen zur Kommunikation. Urheber Verlag Remagen, ISBN 3-88540-025-1

| Personendaten    | Personendaten     |
| ---------------- | ----------------- |
| NAME             | Rodes, Toby E.    |
| KURZBESCHREIBUNG | deutscher Manager |
| GEBURTSDATUM     | 25. Oktober 1919  |
| GEBURTSORT       | Frankfurt am Main |
| STERBEDATUM      | 20. April 2013    |
| STERBEORT        | Basel             |